# Nightcap-Nationalpark
Der Nightcap Nationalpark (englisch Nightcap National Park) liegt im Bundesstaat New South Wales von Australien, etwa 35 km nördlich von Lismore und 30 km von der Küste entfernt unweit der Grenze zu Queensland. Er hat eine Fläche von 8081 ha.
In der Nähe befinden sich andere Nationalparks wie der Broadwater-Nationalpark, der Border-Ranges-Nationalpark und der Wollumbin-Nationalpark.

## Allgemeines
Der Nationalpark liegt im Kessel des ehemaligen Vulkans Mount Warning. Hier hat sich einer der wertvollsten Regenwaldbestände des Bundesstaates entwickelt, um dessen Schutz es jahrelangen Streit mit den Holzfällern gab. Im Nightcap Nationalpark fallen die höchsten Jahresregenmengen in New South Wales. Die höchste Niederschlagsmenge, die an einem Tag gemessen wurde, beträgt 430,5 mm.

## Pflanzen- und Tierwelt
Im Nationalpark kommt eine Vielzahl bemerkenswerter Tier- und Pflanzenarten vor. Darunter ist die Baumart Eidothea hardeniana, die erst im Jahr 2000 wissenschaftlich beschrieben wurde und bisher weltweit nur an einer einzigen Stelle in diesem Nationalpark gefunden wurde. Die Population umfasst nur etwa 100 vermehrungsfähige Pflanzen, weshalb die Art als vom Aussterben bedroht gilt.
An Vogelarten kommen zum Beispiel der Rostdickichtvogel, der Weißohr-Monarch und der Marmorschwalm vor. Gefährdete Vogelarten, die in kleineren Teilen des Gebietes Lebensraum  finden, sind der Fuchshabicht, die Maskenschleiereule und die Rußeule. Die Säugetiere sind u. a. mit dem Riesenbeutelmarder und dem Parmawallaby in größeren Populationen vertreten.
In trockeneren Waldgebieten kann man darüber hinaus auch Koalas, Große Gleithörnchenbeutler und das Rote Rattenkänguru antreffen.

## Tourismus
Im Nationalpark gibt es einige Rastplätze. Das Gebiet ist durch verschiedene Wanderwege erschlossen, die zu Aussichtspunkten und dem Protestor-Wasserfall führen. Der „Nightcap Track“ folgt teilweise der Originalstrecke, die zu Beginn des 20. Jahrhunderts für den Posttransport zu Pferd benutzt wurde.